# 藤女子大学の人物一覧
藤女子大学の人物一覧（ふじじょしだいがくのじんぶついちらん）は、藤女子大学及び藤女子短期大学に関係する人物の一覧記事。

## 歴代学長
- 初代：牧野キク
- 第2代：山下二枝
- 第3・5代：永田淑子
- 第4代：土田將雄

## 著名な教職員
- 菅本康之 - 文学部日本語・日本文学科教授
- 庄井良信 - 人間生活学部子ども教育学科教授

## 著名な出身者

### 政財界
- 工藤仁美 - 元衆議院議員（民主党所属、藤女子短期大学卒）
- 丸谷佳織 - 元衆議院議員（公明党所属）、元フリーアナウンサー（藤女子大学文学部英文学科卒）

### 文化
- 藤堂志津子 - 小説家・直木賞受賞作家（藤女子短期大学文学部国文科卒）
- 氷室冴子 - 小説家（藤女子大学文学部国文学科卒）
- 乾ルカ - 小説家（藤女子短期大学卒）
- 田山朔美 - 小説家（藤女子短期大学英文科卒）
- 柴村紀代 - 児童文学作家（藤女子大学文学部国文学科卒）
- 雪舟えま - 歌人、小説家（藤女子大学文学部国文学科卒）
- 石川佐智子 - 教育評論家（藤女子短期大学卒）

### 学術・大学関係
- 永田淑子 - 英文学者、学校法人藤学園理事長
- 大茂矢由佳 - 難民研究者[1]、筑波大学国際日本学博士、埼玉大学講師[2]（藤女子大学文学部英語文化学科卒）

### 芸能
- 中島みゆき - シンガーソングライター（藤女子大学文学部国文学科卒）
- 大橋純子 - 歌手（藤女子短期大学卒）
- 田中裕子 - 女優（藤女子短期大学中退）
- 桑島三幸 - 声優（藤女子短期大学卒）
- 寺岡のぞみ - タレント（藤女子大学卒）
- 林家きよ彦 - 落語家（藤女子大学卒）
- 滝谷美夢 ‐ 元ファイターズガール （藤女子大学）

### 放送
- 今中麻貴 - 札幌テレビ元アナウンサー（藤女子短期大学卒）
- 片岡香澄 - ラジオパーソナリティ・フリーアナウンサー（藤女子大学卒）
- 北川久仁子 - ラジオパーソナリティ（藤女子短期大学卒）
- 堺なおこ - フリーアナウンサー（藤女子短期大学卒
- 柴田平美 - 北海道文化放送アナウンサー（藤女子大学文学部卒業）
- 高山幸代 - 札幌テレビアナウンサー（藤女子短期大学卒）
- 松坂有希子 - 元北海道放送アナウンサー　（藤女子大学卒）
- 宮田愛子 - 元札幌テレビアナウンサー、元テレビ埼玉アナウンサー(藤女子大学文学部文化総合学科卒)
- 武藤彩芽 - 元ウェザーニュースLiVEキャスター（藤女子大学卒）
- 山根あゆみ - 北海道放送ラジオパーソナリティ（藤女子大学卒）
- 渡辺陽子 - 元北海道放送アナウンサーで、現在はフリーアナウンサー（藤女子短期大学卒）
- 渡邉唯 - 元NHK札幌放送局スポーツキャスターで、現在はフリーアナウンサー（藤女子大学卒）

### その他
- 井上トキ子 - フィットネスインストラクター＆コーディネーター（藤女子短期大学卒）
- 田代絵里 - 1989年ミス・ユニバース・ジャパン（当時、藤女子大学文学部在学）